# SN 1999gg
SN 1999gg – supernowa typu II odkryta 6 listopada 1999 roku w galaktyce M+07-08-11. W momencie odkrycia miała maksymalną jasność 16,80m.